# Торговый дом купца Матвея Кубрина
Торговый дом купца Матвея Кубрина — памятник архитектуры начала XX века в Астане. Памятник истории и культуры местного значения.

## История
Здание было возведено в Акмолинске в 1905—1907 годах в стиле модерн специально как торговый дом товарищества «Матвей Кубрин с сыновьями и Ко». Создатель торгового дома Матвей Константинович Кубрин — акмолинский купец первой гильдии. По данным Сибирского торгово-промышленного ежегодника, его предприятие «вело торговлю аптекарскими, мануфактурными, галантерейными, ювелирными, писчебумажными и канцелярскими товарами, а также одеждой, обувью, часами, чаем и сахаром». После 1915 года он открыл своё представительство и в Москве, оставив торговый дом в Акмолинске на своего сына Василия.
После Октябрьской революции в нём в разные годы находились Центральная городская библиотека, Центропечать, уездный экономический отдел. Во время репрессий 1930-х годов в подвальном помещении здания находились тюремные камеры для ожидающих приговора тройки НКВД. Со временем зданию вернули первоначальное назначение.
В советское время магазин назывался «Радуга». В 1944 году пожар уничтожил все деревянные конструкции и магазин не эксплуатировался почти десять лет, поэтому в народе получил прозвище «Горелый». Решением облисполкома от 30 января 1984 года здание получило статус памятника истории и культуры. Сейчас здание известно как супермаркет «Астана».

## Архитектура
Стиль здания наиболее близок к творческому почерку петербургского архитектора А. И. Гогена. Здание первоначально соединялось подземным переходом с другим — жилым домом купца Василия Кубрина, причём строились они почти одновременно и одними и теми же мастерами. Угловое решение плана здания объясняется его размещением на углу квартала, что обусловило размещение главного входа. На месте углового соединения устроен главный вход, который выделен четырёхскатным куполообразным покрытием по принципу сомкнутого свода и трактовался как главный осевой акцент, симметричный композиции здания. Крылья здания, размещённые вдоль улиц, имеют дополнительные входы с декоративными аттиками, которые закомпонованы в органической связи с общим решением парапета. Указанные приёмы — дань традициям классического стиля в архитектуре.